# Rumba cubana
La rumba cubana és la rumba més coneguda a nivell internacional.
És el fruit del mestissatge del Guaguancó, eminentment afrocaribeny, amb algunes pinzellades adquirides del folklore de l'Espanya meridional.